# Lithostratigraphie

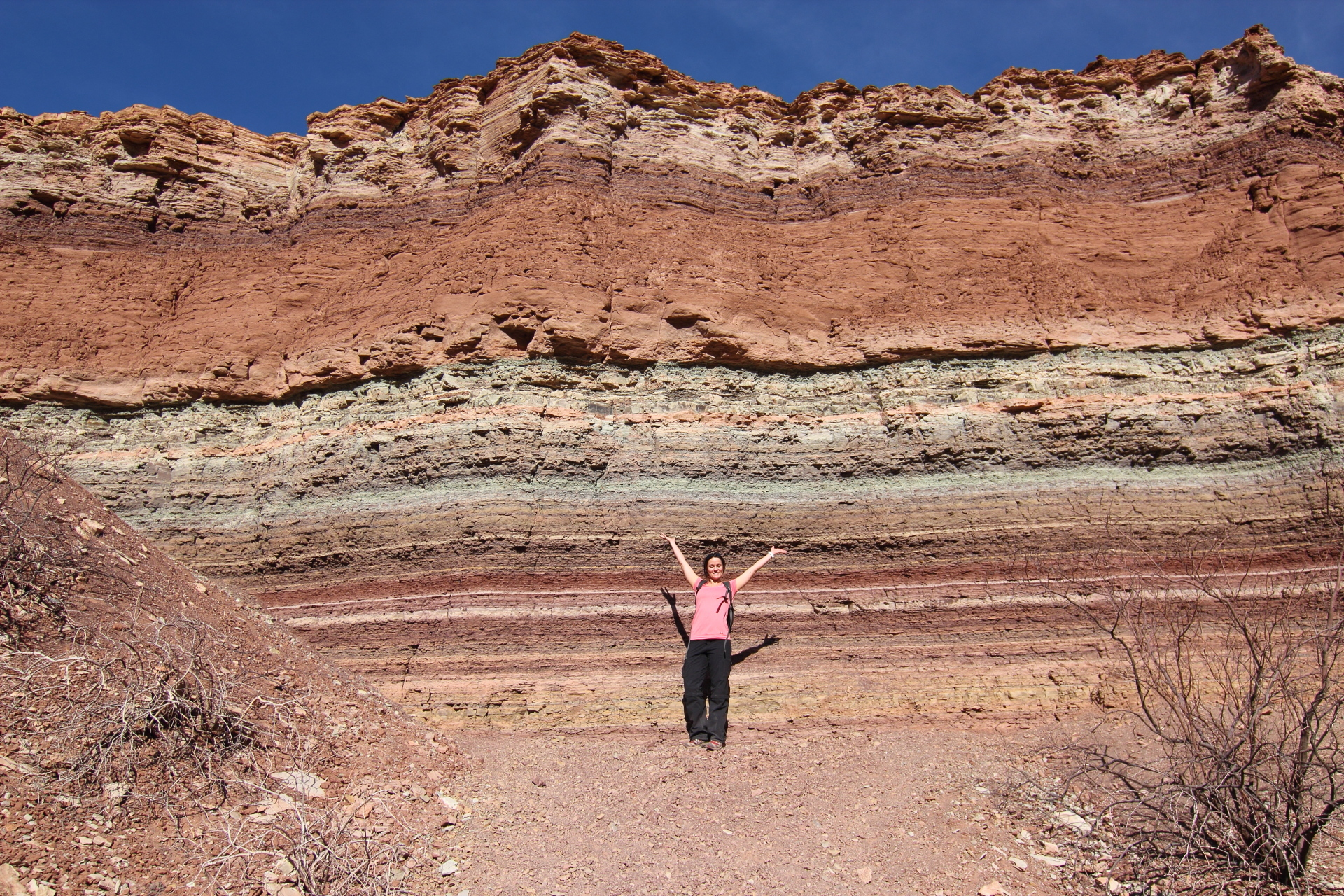
Les couches géologiques en Salta (Argentine).

La lithostratigraphie est une approche stratigraphique consistant en l'étude des empilements sédimentaires, d'un point de vue géométrique, lithologique et pétrographique.

## Utilité
La lithostratigraphie définit des unités lithostratigraphiques d'après la reconnaissance de faciès et de discontinuités, en accord avec la loi de Walther (la succession verticale des faciès reflète une migration latérale des paléoenvironnements).
Les unités ainsi caractérisées sont cependant rarement synchrones avec le découpage biostratigraphique donc avec les lignes-temps des étages. De ce fait, la lithostratigraphie est essentiellement un outil de corrélation régionale, qui s'avère très utile pour préciser les évolutions dynamiques des paléoenvironnements.
En complément de l'étude des systèmes de failles/faillettes, la connaissance lithostratigraphique apporte aussi des informations essentielles à l'estimation du potentiel d'absorption/désorption, d'adsorption et de circulation horizontale ou verticale de fluides (eau, hydrocarbures) ou de gaz, ou de polluant dans le substrat géologique.